# Acrotritia clavata
Acrotritia clavata är en kvalsterart som först beskrevs av Johann Christian Friedrich Märkel 1964.  Acrotritia clavata ingår i släktet Acrotritia och familjen Euphthiracaridae.

## Underarter
Arten delas in i följande underarter:
- A. c. clavata
- A. c. sextiana